# Todd Graff
Todd Graff (n. 22 octombrie 1959) este un actor, scenarist și regizor american, cel mai bine cunoscut pentru filmul independent din 2003 Camp și filmul științifico-fantastic din 1989 The Abyss. A debutat cu laude în direcția de Camp, care a intrat în competiție dramatică a ediție a Festivalului de Film Sundance 2003. După trecerea cu succes prin circuitul de festival, printre care se numără Festivalul de filme noi / noii directori de Lincoln Center, Festivalul de Film (unde a câștigat premiul întâi) Sydney, Festivalul de Film (Provincetown Cel mai bun film) si multe altele, Camp încheiat premiera în cinematografe mână Films IFC.
Dupa o carieră de actorie plin de succese, în filme, cum ar fi Abyss, și pe Broadway în "Baby", care a fost nominalizat pentru un premiu Tony și Theatre World Award, Graff a fost capabil de a construi o reputație ca un scriitor.

## Carieră
Graff a cântat pe albumele originale, turnate din Sesame Street (1970) și urmărirea Sesame Street 2 (1971), dar a crescut la faima în 1975, când sa alăturat exprimate de Copii din seria de televiziune de Electric Company PBS . Jucat rolul de Jesse, un membru al Circului Scurta, el a rămas cu spectacolul până la sfârșitul anului de producție în 1977 (care a înlocuit Ștefan Gustafson, care a bătut serie după patru anotimpuri).
El a fost nominalizat pentru un premiu Tony pentru rolul lui Danny în Pat Broadway în 1984. El a jucat în 1987 off-Broadway Păsări muzicale ale Paradisului, ca Homer.
În 2006, el a regizat scena muzicala de Jason Robert Brown si Graff Elish Dan, la Mark Taper Forum. În 2009 el a co-scris si regizat filmul Bandslam. În 2012 el a scris si regizat filmul Joyful Noise.

## Filmografie

### Filme
| Film                       | Rol                  | An            |
| -------------------------- | -------------------- | ------------- |
| P.O.P.                     | Johnny Gordon        | 1984          |
| Five Corners               | James                | 1987          |
| Opportunity Knocks         | Lou Pesquino         | 1990          |
| Framed                     | Pete                 | 1990          |
| Fly By Night               | Naji                 | 1993          |
| Not Quite Jerusalem        | Rothwell T Schwartz  | 1985          |
| It's No Crush, I'm in Love | Robby Pols           | 1982 and 1983 |
| Dominick and Eugene        | Larry Higgins        | 1988          |
| An Innocent Man            | Robby                | 1989          |
| The Abyss                  | Alain 'Hippy' Carnes | 1989          |
| Sweet Lorraine             | Leonard              | 1987          |
| After Midnight             | Tough Kid            | unknown       |
| Strange Days               | Tex Arcana           | 1995          |
| City of Hope               | Zip                  | 1991          |

### Seriale TV
| Serial                   | Rol                   | An            |
| ------------------------ | --------------------- | ------------- |
| The Nanny                | Harvey                | 1997          |
| Chicago Hope             | Louis Bagley          | 1995          |
| ABC Afterschool Specials | Trent and Robby Pols  | 1983 and 1992 |
| The Marshall Chronicles  | Vincent               | 1990          |
| Vietnam War Story        | Richard Muldoon       | 1987          |
| The Electric Company     | Jesse (sezoanele 5-6) | 1975–1977     |

## Scenarist
- Joyful Noise (2012)
- Bandslam (2009)
- Camp (2003)
- The Bautician and the Beast (1997)
- Angie (1994)
- The Vanishing (1993)
- Fly by Night (1993)
- Used People (1992)

## Premii
- 1984 Tony Award nominalizat cel mai bun actor într-un muzical pentru Baby
- 1984 Drama Desk Award a căștigat Theatre World Award pentru Baby (musical)
- 2003 Sundance Film Festival nominalizat pentru Grand Jury Prize  pentru Camp

## Legături externe
- Todd Graff la Internet Movie Database